# 小田博子
小田 博子（おだ ひろこ、1956年〈昭和31年〉12月14日 - 2020年〈令和2年〉6月2日）は、日本の作家、市民 研究者。

## 概要
小学生の頃より社会問題、環境問題への意識が強く、常に改善できるように努力を重ねる。
2001年、44歳で難病の線維筋痛症発症後、一時寝たきりの状態となるも、2006年 福岡市にて大脳指向型BOOT療法を受け、治療開始4ヶ月後から劇的回復。線維筋痛症から回復できた過程を自ら研究。
2008年、自らのウェブサイト「線維筋痛症から回復した患者のホームページ」を開設し「中枢感作」 の概念の重要性を説き続ける。難病で苦しむ患者を一人でも多く回復できるようにと患者自助団体NPO市民健康ラボラトリー創設。病気と環境の関係を考える観点からエントロピー学会に入会し、論文等を発表し続ける。
2019年、極度の重症だった線維筋痛症発症から回復した患者自身が記した数少ない資料となった『虐待被害者の味方です』（高文研）を出版。2020年6月2日、自宅にて死去。

## 経歴
大阪府大阪市住吉区生まれ。東洋大学法学部卒業後、（株）西武百貨店を経て、1988年より通産省（当時）管轄のタイ国経済協力協会に勤務。日産自動車、新日鐵、ブリヂストン、日本ＩＢＭ、花王、NHK、朝日新聞など、各業界で先進的な業績を上げている企業に協力を依頼して、日本の進んだ製造技術や生産技術（工業計測、産業安全、CIM、QC（Quality Control)、省エネルギーなど）を、タイ各企業に技術移転する、また、めざましい業績を上げた工場に贈られるデミング賞受賞企業（ゼクセル・アイシン精機など）に、タイ人研修団を受け入れてもらうなどの業務を行う。
- 1984年28歳のときに、作家・小田実、当時衆議院議員の宇都宮徳馬主導の「日本海・アジア平和の船」に参加。北朝鮮、ソ連（現、ロシア）、中国を訪れる。船内で新聞発行スタッフとして活動。

その後、ビルマ（現、ミャンマー）、フィリピン、タイ、台湾、シンガポール、オーストラリア、フランス、香港、マレーシアを訪れる。
- 1987年 画家・山本茂富 と結婚。
- 2003年 拉致被害者に対して何かするべきではないかと考え、埼玉県 知事選挙全候補者に対して「拉致問題に関して北朝鮮に経済制裁を行うべきかどうか」などについてアンケートを実施。その結果を各新聞社に送り、2003年 8月27日（水） 読売新聞埼玉版に掲載される。
- 2005年 「国政モニター月報」5月号に「各国報道機関への働きかけを通じて、日本に理解のある国際世論の形成を」、「竹島問題の教科書への明記を進めることが望ましい」という2つの文章を掲載。
- 1995年 4月より 無線機メーカーに勤務。会社創設以来初の女性営業マンとなり、最初の半年間での売上高は営業部新記録。
- 2001年 線維筋痛症 発症。
- 2004年 線維筋痛症が悪化しパフォーマンスステージ9、ほぼ寝たきりの介護が必要な状態。痛みのために文章は一行も書けず、一生書くことをあきらめる。
- 2006年 福岡市にて大脳指向型BOOT療法を受ける。
- 2007年 治療開始4ヶ月後から劇的回復。長い文章が書けるようになる。
- 2008年 ホームページ「線維筋痛症から回復した患者のホームページ」を開設。
- 2011年10月エントロピー学会秋の研究集会にて「放射能被曝と難病の関係」と題して講演。東京大学駒場キャンパス18号館
- 2012年 NPO市民健康ラボラトリー創設。
- 2012年 5月エントロピー学会春の研究集会にて「「中枢性過敏症候群」（Central Sensitivity Syndromes 「CSS」)と公害病・環境病・原発事故による放射能の影響」と題して講演。関西学院大学大阪梅田キャンパス　１０F
- 2016年 10月 NPO市民健康ラボラトリー講演会にて「難病から治るには…「治る」を諦めない」と題して講演。
- 2016年 11月 エントロピー学会秋の研究集会にて「医師が「絶対に治らない」という難病から治って分かったこと」と題して講演。同志社大学今出川校
- 2019年 4月 著書『虐待被害者の味方です』出版。（高文研）
- 2020年 4月 国立国会図書館に市民健康ラボラトリー会報・資料一式を納める。
- 2020年 6月2日 自宅にて子宮がんのため他界。
- 2021年 12月14日  小田博子氏他界により閉鎖していたホームページ「線維筋痛症から回復した患者のホームページ」を生存時の状態にて再開設。  線維筋痛症から回復した患者のホームページ。  http://fmcscss.com/

## 主な著作
- 『虐待被害者の味方です』2019年、高文研 ISBN 978-4874986813
- 『ヤクザ屋稼業』未発表

## 主な論文
- 『現代病の新しいパラダイム』2020年、エントロピー学会誌「えんとろぴい」第80号　ISSN 2187-1353　（「水野玲子・小田博子「現代病の新しいパラダイム（上）」1-6頁、

小田博子「現代病の新しいパラダイム（下）ＣＳ[中枢性感作]とＣＳＳ[中枢性過敏症候群]」7-12頁）